# Escuela Nacional de Conservación, Restauración y Museografía “Manuel del Castillo Negrete”
La Escuela Nacional de Conservación, Restauración y Museografía "Manuel del Castillo Negrete" (ENCRyM) del Instituto Nacional de Antropología e Historia (INAH), es una institución mexicana de educación superior enfocada en la formación de especialistas de la restauración, conservación, museología, museografía, la investigación y difusión del patrimonio cultural de ese país. Es pionera en América Latina y con trayectoria internacional.

## Del recinto fundacional
En las inmediaciones de Coyoacán, barrio y alcaldía de la Ciudad de México, se encuentra el exconvento de Churubusco, edificación que fundó en el siglo XVI la orden de los franciscanos. En los espacios del convento, después se establecieron los misioneros dieguinos o descalzos, y al paso del tiempo el conjunto alcanzó grandes dimensiones, originalmente constituido por una capilla dedicada a Santa María de los Ángeles, por sus habitaciones, claustros, la huerta y los jardines. En 1847, ocurrió la batalla del Ejército Mexicano, junto con el batallón irlandés de San Patricio ante la intervención norteamericana, y después, con las Leyes de Reforma (1855-1863), en 1921 se instaló en el sitio el Museo de las Intervenciones. A este recinto de Churubusco acudían, en el año de 1966, acudían grupos de estudiantes que entraban por el atrio del templo de San Diego, para asistir a los primeros cursos intensivos de restauración que se impartían en México, promovidos por Manuel del Castillo Negrete, quien cinco años antes (1961) había fundado el Departamento de Catálogo y Restauración del Instituto Nacional de Antropología e Historia.

## Antecedentes
El Centro Regional de Conservación en el ex convento de Churubusco de la UNESCO y el INAH en la Ciudad de México, entre los años 1966 y 1968, despegó con estudios formales de cinco años, fue autorizado por la Secretaría de Educación Pública (SEP) y obtuvo el reconocimiento oficial en 1977 por parte de la Dirección General de Profesiones (SEP). Su nombre evoca a su fundador, Manuel del Castillo Negrete, mientras que en 1971 el Departamento de Restauración del Patrimonio Cultural recibió el nombre del biólogo y restaurador Paul B. Coremans.
Al paso del tiempo, además de la enseñanza, de la investigación y de los talleres de restauración en el ex convento de Churubusco, en la ENCRyM también se instituyeron las áreas de museología, museografía y acervos documentales, así como la maestría en conservación y restauración de bienes culturales inmuebles. La restauración se apoyó en el conocimiento histórico, tanto como en el conocimiento científico de los materiales y los procedimientos.
Durante el período de Adolfo López Mateos como presidente de la República, Manuel del Castillo Negrete promovió la firma del convenio entre el gobierno de México y la UNESCO. A partir de entonces, además del reconocimiento oficial, se formaron especialistas en la restauración del patrimonio para México y para América Latina, colaborando asimismo internacionalmente.

## Investigadores, docentes y directivos

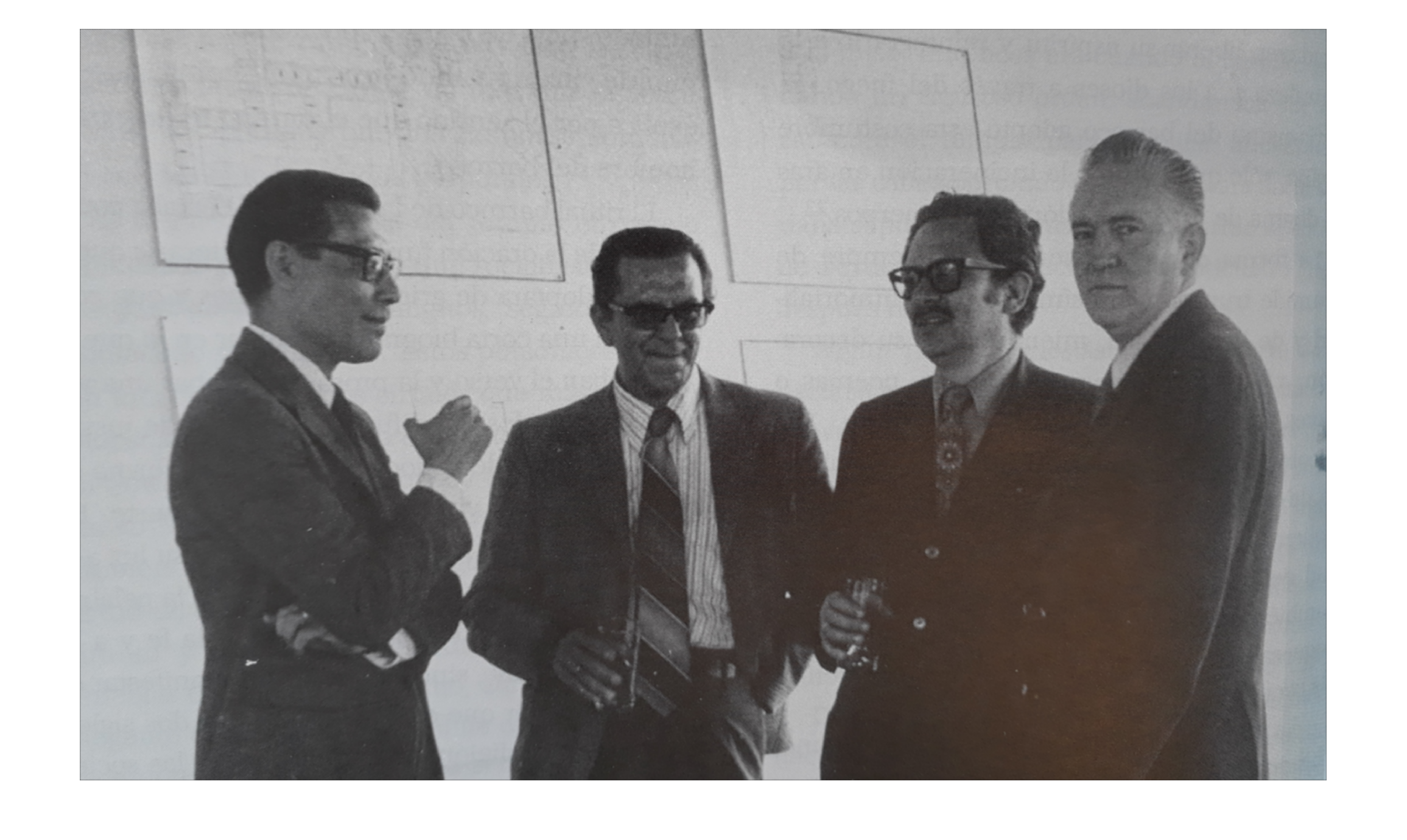
Foto de Carlos Chanfon, Constantino Reyes-Valerio, Carlos Martinez Marin, Jorge Gurria

En sus recintos, la ENCRyM contó con personajes reconocidos internacionalmente, como el propio Manuel del Castillo Negrete y Paul Coremans, cátedras especiales como las de Juan Benito Artigas, Carlos Flores Marini o Guillermo Tovar y de Teresa, e invitados como Antonio Bonet Correa o George Kubler. Tanto en la administración como en el aula de la institución han participado, entre otros, docentes de la talla de Jaime Abundis, Jorge Angulo Villaseñor, Jaime Cama Villafranca, Efraín Castro Morales, Julio Chan, Carlos Chanfón Olmos, Salvador Díaz-Berrio Fernández, Agustín Espinosa, Manuel Gándara Vázquez, Liliana Giorguli Chávez, Leonardo Icaza, Leonardo López Luján, José Luis Lorenzo, Elin Luque Agraz, José Arturo Martínez Lazo, Carlos Martínez Marín, Sergio Arturo Montero Alarcón, Luis Ortiz Macedo, Constantino Reyes-Valerio, Luis Torres Montes y Carlos Vázquez Olvera.
La Escuela Nacional de Conservación, Restauración y Museografía "Manuel del Castillo Negrete" (ENCRyM) es precursora en la formación de recursos humanos para la organización y protección del patrimonio cultural internacional y una de las instituciones que incorporó los más diversos ámbitos y disciplinas en la restauración del patrimonio en México.[cita requerida]